# Serville
Serville ist eine französische Gemeinde mit 362 Einwohnern (Stand: 1. Januar 2022) im Département Eure-et-Loir in der Region Centre-Val de Loire; sie gehört zum Arrondissement Dreux und zum Kanton Anet.

## Geographie
Serville liegt etwa 40 Kilometer nördlich von Chartres und etwa 60 Kilometer westsüdwestlich von Paris. Umgeben wird Serville von den Nachbargemeinden Bû im Norden, Marchezais im Osten, Broué im Südosten, Germainville im Süden, Cherisy im Westen sowie Abondant im Nordwesten.

## Bevölkerungsentwicklung
| Jahr                       | 1962 | 1968 | 1975 | 1982 | 1990 | 1999 | 2006 | 2013 |
| -------------------------- | ---- | ---- | ---- | ---- | ---- | ---- | ---- | ---- |
| Einwohner                  | 190  | 267  | 244  | 204  | 289  | 294  | 356  | 352  |
| Quellen: Cassini und INSEE |      |      |      |      |      |      |      |      |

## Sehenswürdigkeiten

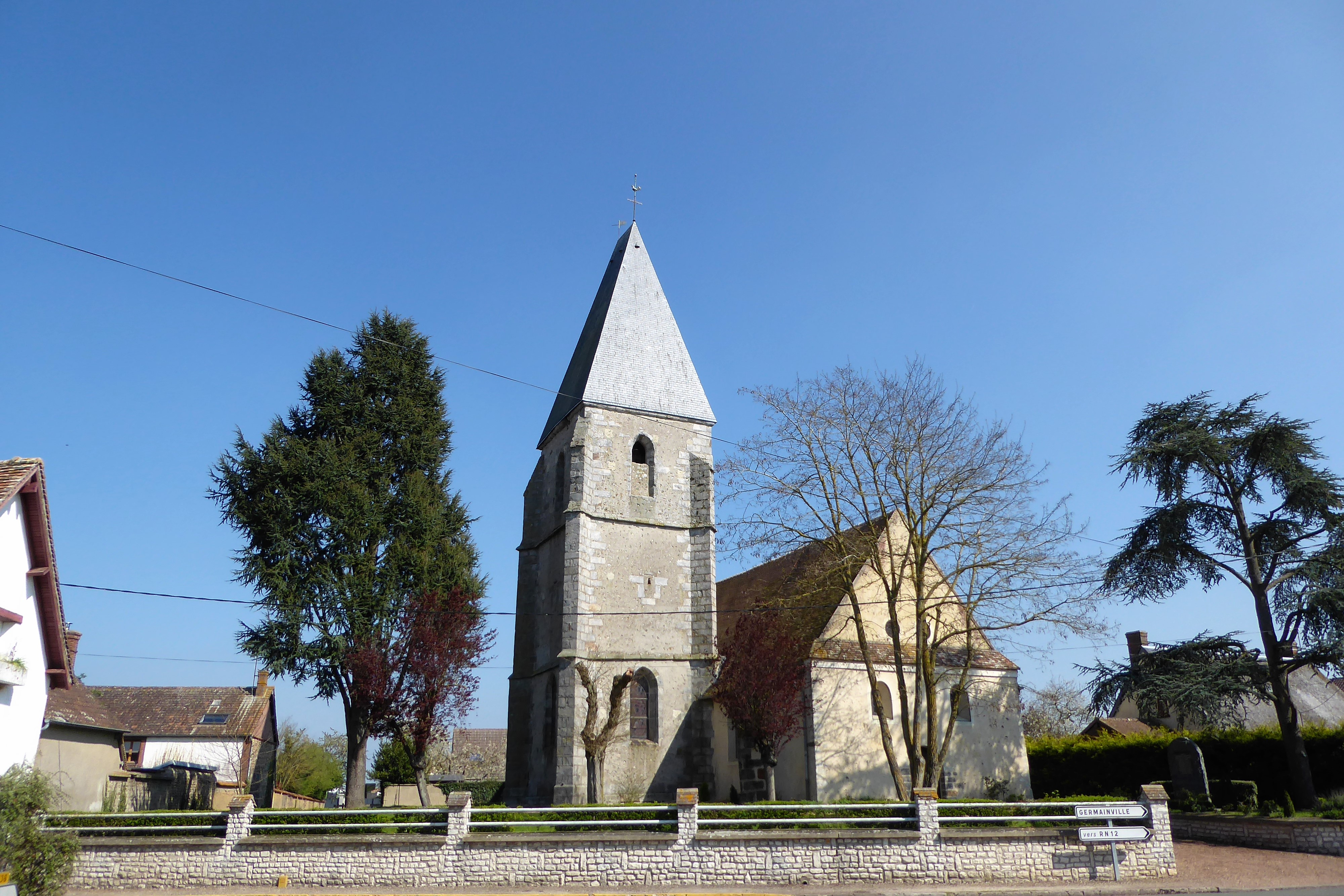
Kirche Saint-Pierre

- Kirche Saint-Pierre